# André the Giant Has a Posse
André the Giant Has a Posse (littéralement « André le géant a une bande de potes ») est un mouvement street art, créé par Frank Shepard Fairey en 1989, renommé Obey Giant en 1998.

## André the Giant Has a Posse
Ils décident alors de propager le visuel selon les codes de la clandestinité (et certains diront avec fanatisme) : les auto-collants en papier (puis vinyl) sont photocopiés ou sérigraphiés et placés dans des endroits visibles ; d’abord dans leur ville de Providence, puis dans l’Est des États-Unis. Quelques années plus tard, plusieurs dizaines de milliers sont disséminés à travers le monde...
En 1997, un documentaire d’Helen Stickler Andre The Giant Has a Posse est montré au Festival du film indépendant de Sundance. Éd Halter, critique cinéma au Village Voice, le décrit comme « légendaire… une étude canonique de la manipulation médiatique de la Génération-X. Une des analyses les plus vives de la culture underground des années 1990 ».

## Obey Giant

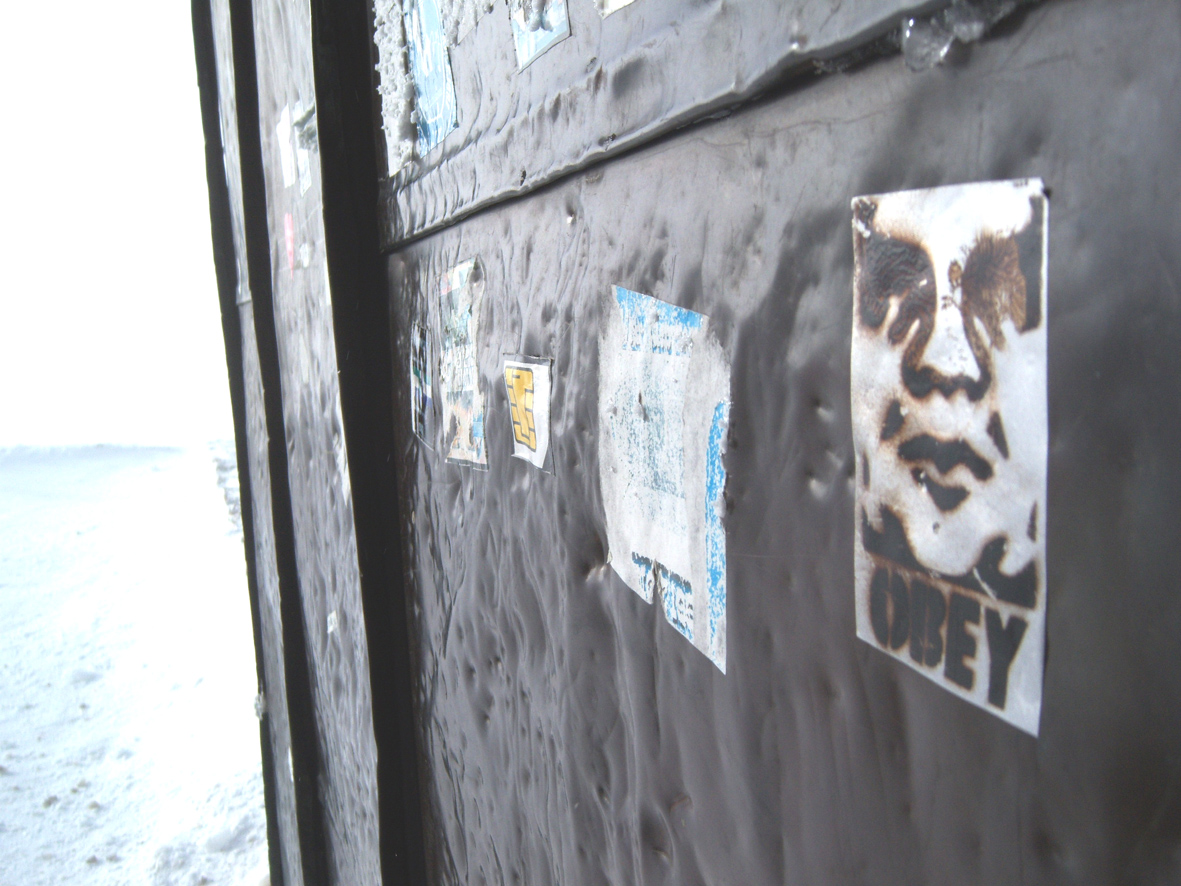
Graffiti d'Obey Giant.

En 1998, Shepard Fairey est menacé de poursuites par la firme Titan Sports pour l'utilisation de la marque déposée André the Giant, qu'il abandonne. Il décide de créer une image plus graphique de la figure du lutteur et de l'associer à un nouveau label propulsé comme une marque de fabrique, Obey (de l'impératif « obéis »). Obey Giant est né, comme une parodie de propagande associé à une parodie de la marque capitaliste[pas clair]. L'anecdote dit qu'il a été adopté en référence au panneau Obey qui apparaît dans They Live, film de John Carpenter de 1988 (sorti en France sous le titre Invasion Los Angeles), dont le personnage principal est incarné par le catcheur Roddy Piper.
Le critique d’art Robert L. Pincus du San Diego Union-Tribune écrit qu’Obey « était la réaction contre les formes d’art engagées qui ne délivrait à l’époque pas de message clair. Pourtant, Obey était suggestivement anti-autoritaire ». « Suivant le message délivré par les galeries d’art, un certain street art tient plus du concept que de l’art formel » écrit Nick Mount du magazine The Walrus. « Fuck Bush » n’est pas une esthétique ; c’est une éthique. Les adhésifs Obey Giant de Shepard Fairey et les affiches Akayism d’Akay sont les enfants intelligents de l’art conceptuel et ironique de Duchamp ».
Avec le temps, l’imagerie artistique de Shepard Fairey a évolué en une parodie plus ou moins subtile de styles emblématiques, comme la propagande politique populiste croisée avec la publicité commerciale issue de la mondialisation, accompagné du texte « Obey Giant ».

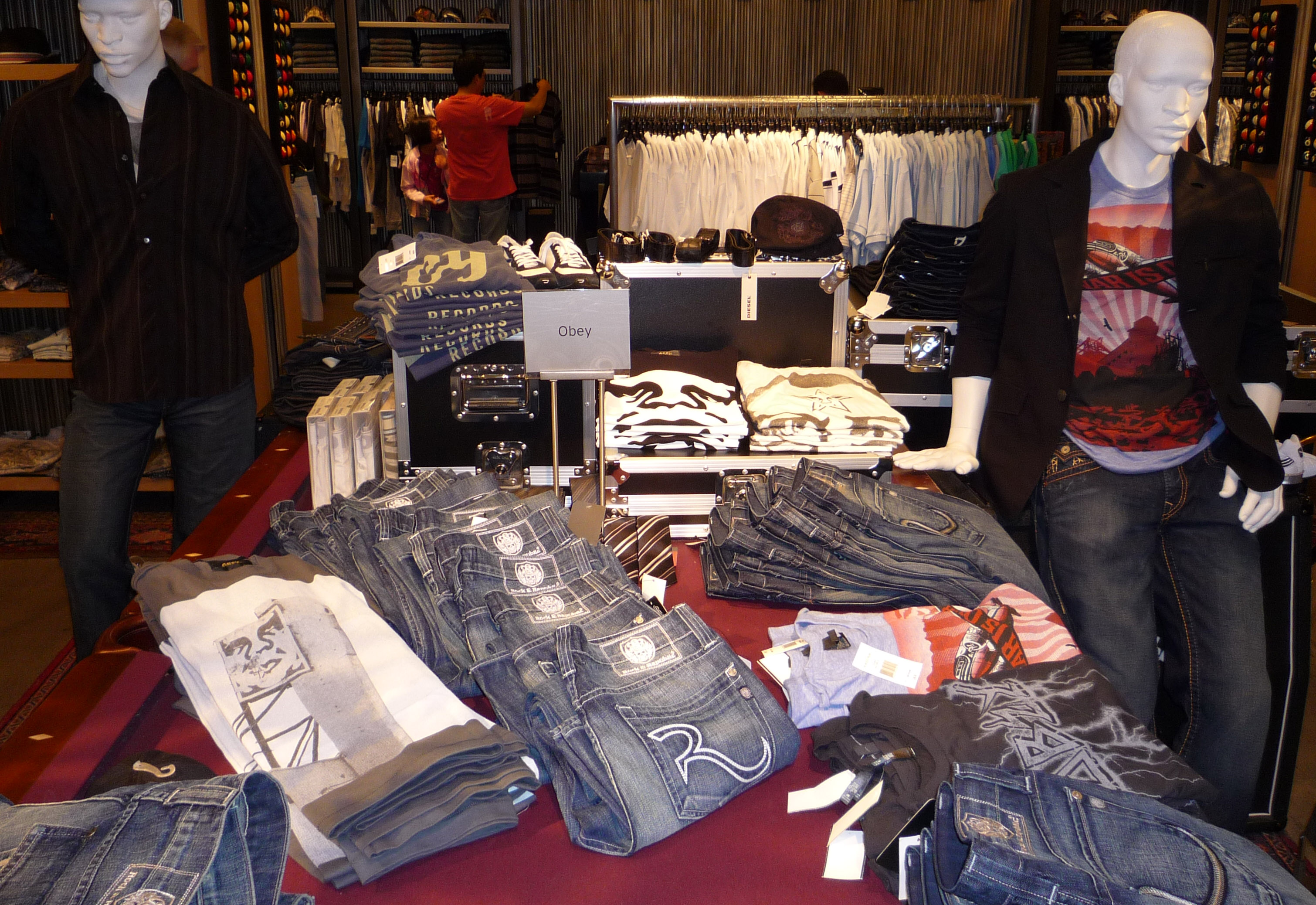
Vêtements siglés de la marque « Obey Giant » dans une boutique.

En plus des adhésifs, Obey Giant s’est répandu à travers les pochoirs, la peinture murale et collages (Wheatpaste), couvrants des espaces publics ou privés, murs, panneaux de signalisation, espaces publicitaires, arrêts de bus… mais aussi sur d’autres supports dérivés : vêtement, accessoires et décoration d’intérieur etc. exploités à des fins commerciales, gobé par une iconographie qui fait allégeance aux médias et aux masses plus qu’à la contre-culture. 
Sur l’ironie d’être un artiste de rue explorant les thèmes de la liberté d’expression et devenant un artiste loué par les marchands dans des buts consuméristes, c’est un Shepard Fairey gêné, assagi et père de famille qui répond en 2009 :

« Les gens désirent que le médium soit le message de la liberté d’expression, et soit accessible à ceux qui n'ont pas beaucoup de ressources – comme un David qui a sa chance contre Goliath » dit-il. « Que les entreprises occupent cet espace est déprimant. Mais bon, les artistes et les designers ont besoin d’argent, non ? Ce qui est mauvais, c'est quand ils révèlent leurs secrets techniques et stylistiques. »

Bien entendu, la participation de Shepard Fairey à la campagne politique de Barack Obama jette également à travers les affiches « Hope » et « Progress » une mise en abime troublante entre la volonté parodique et défiante d’André The Giant / Obey Giant et la participation volontaire — avec succès — à une véritable campagne électorale. Fairey devient un artiste mondialement célèbre, aux antipodes de la contre-culture. Il est vrai que les années Bush sont passées par là.
« Je me considère comme un artiste populiste », dit-il. « Je veux atteindre les gens à travers le plus de moyens possibles. Le Street art est un moyen sans bureaucratie pour faire ça, mais les T-shirts, les stickers, les projets commerciaux, l'Internet… – il y a tellement de moyens différents que j’ai utilisé pour placer mon travail devant les gens. ».
Dans le film Phone Game de 2002, trois petites affiches Obey Giant sont visibles en arrière-plan de la cabine téléphonique qui est l´objet de tout le long métrage. L´intrigue est supposée avoir lieu dans la 5e rue de New York, qui a été reconstituée à Los Angeles. Ainsi, les Obey Giant ont été apposés comme éléments du décor new-yorkais.

## Parodies

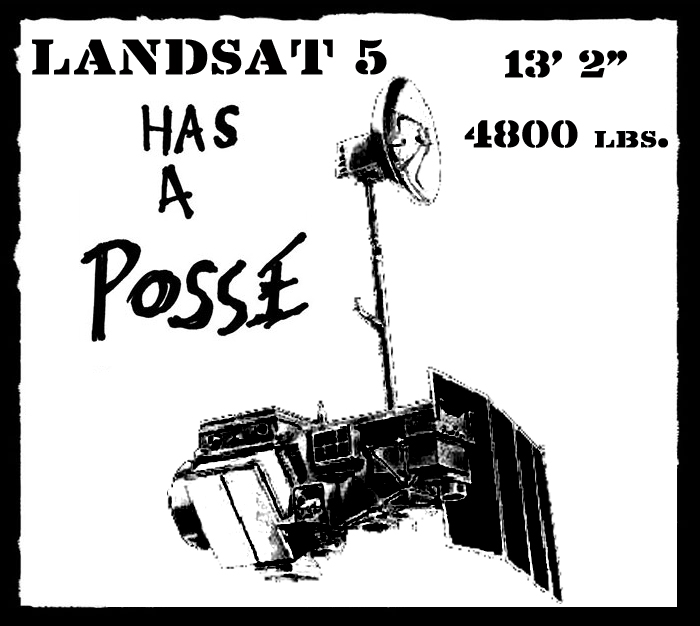
Parodie dAndré the Giant Has a Posse, où Landsat 5 remplace le catcheur.

Le format de l’autocollant original « André the Giant has a posse » a été largement imité avec des intentions humoristiques. Dans ces parodies, l’image du catcheur a été remplacée avec une photographie noir-et-blanc satirique de personnes ou de personnages et leur mensurations correspondantes. Par exemple, Tattoo the Midget has a bigger posse (Tattoo le Nain a une bande plus grosse), reprenant l’image du comédien Hervé Villechaize jouant le personnage de Tattoo dans la série télévisée L’Île fantastique (Fantasy Island), diffusée aux États-Unis entre 1978 et 1984.
On peut citer aussi l’autocollant « Charles Darwin has a posse » de Colin Purrington, pour promouvoir l’enseignement de l’évolution, ou « Ralph Nader has a Posse » (candidat à l’élection présidentielle américaine de 2000 et très populaire sur les campus), etc.
Ces parodies sont une extension de la blague originale et sont bien en vue dans les lieux familier aux adhésifs d’origine, comme dans les quartiers de SoHo à Manhattan (New York), ou South Street (en) à Philadelphie.

## Appropriation et droit de citation
Shepard Fairey a été critiqué pour s’approprier les œuvres d’autres artistes tout en omettant d’attribuer ces œuvres citées,,,.
À l'inverse, le designer graphique Baxter Orr fit son propre usage de l’œuvre de Fairey : une œuvre intitulée Protect yourself - Giant, détournant le visage de l’icône « Obey Giant » dont le visage est couvert d’un masque de protection respiratoire, mis en vente 25$ sur son site internet. Il reçut en avril 2008 une mise en demeure des avocats de Shepard Fairey, l’intimant de retirer de la vente car violant la propriété de marque. Celui-ci le menaça de poursuites, le traitant de « bottom feeder » et de « parasite ».